# موتور سهرابی حور
موتور سهرابی حور یک منطقهٔ مسکونی در ایران است که در بخش مرکزی شهرستان فاریاب واقع شده‌است. موتور سهرابی حور ۲۳۵ نفر جمعیت دارد.